# Bethanie Mattek-Sands
Bethanie Mattek-Sands (ur. 23 marca 1985 w Rochester, Minnesota) – amerykańska tenisistka, złota medalistka Letnich Igrzysk Olimpijskich 2016 w grze mieszanej, mistrzyni Australian Open 2015 i 2017, French Open 2015 i 2017 oraz US Open 2016 w grze podwójnej, a także Australian Open 2012, French Open 2015 oraz US Open 2018 i 2019 w grze mieszanej, reprezentantka kraju w Pucharze Federacji. Od 9 stycznia 2017 do 20 sierpnia 2017 liderka rankingu WTA deblistek.

## Kariera tenisowa
W tenisa zaczęła grać mając pięć lat.
W karierze nie wygrała turnieju singlowego WTA Tour, ale pięciokrotnie wygrywała turnieje kategorii ITF, m.in. w 2004 roku zwyciężyła w Schenectady, a rok później w Palm Beach Gardens. Najlepszy występ w turniejach Women’s Tennis Association osiągnęła w 2005 roku w Cincinnati dochodząc do półfinału, po drodze pokonując dwie rozstawione zawodniczki – Francuzkę Marion Bartoli i Serbkę Jelenę Janković. W 2004 roku wygrała turniej deblowy w Vancouver w parze z rodaczką Abigail Spears. Na kolejne zwycięstwo czekała trzy lata, po dwóch sezonach bez tytułu w lipcu 2007 roku triumfowała w grze podwójnej w ojczystym Cincinnati w parze z Sanią Mirzą.
Podczas US Open w 2005 roku została ona ukarana grzywną za grę w kowbojskim kapeluszu. Rok później na Wimbledonie wystąpiła w piłkarskich getrach, spodenkach do biegania, długich wiszących kolczykach i opasce na czole. W tym samym roku podczas US Open pojawiła się na korcie w podkolanówkach, oraz koszulce z postrzępionymi rękawami.
29 listopada 2008 w Naples na Florydzie poślubiła Jasona Sandsa. Mattek wystąpiła w czarnej kreacji. Od tego czasu w profesjonalnych turniejach używa podwójnego nazwiska Mattek-Sands.
W roku 2009 wystąpiła w trzech turniejach zaliczanych do Wielkiego Szlema. W 1. rundzie French Open uległa rozstawionej z numerem trzecim Amerykance Venus Williams 1:6, 6:4, 2:6. Później, na kortach Wimbledonu, w 1. rundzie turnieju trafiła na Australijkę Samanthę Stosur. Przegrała z nią 4:6, 7:6, 2:6. Podczas US Open doszła do 2. rundy ponownie przegrywając z Venus Williams, tym razem w dwóch setach. W 1. rundzie pokonała Czeszkę Ivetę Benešovą 6:3, 6:4. Rok 2009 zakończyła na 152. pozycji w rankingu gry pojedynczej.
W sezonie 2010 w Wielkim Szlemie wystąpiła również 3 razy. We French Open pokonała Amerykankę Vanię King 6:2, 6:2. Następnie uległa reprezentantce Izraela, Szachar Pe’er, 6:3, 0:6, 1:6. Na kortach Wimbledonu przegrała w już na samym początku z Chorwatką Karoliną Šprem 3:6, 4:6. W czasie trwania US Open doszła do 2. rundy pokonując w 1. rundzie Hiszpankę Anabel Medinę Garrigues 4:6, 6:4, 6:1. Później uległa Niemce Andrei Petković w 3 setach. Rok 2010 zakończyła na 59. pozycji w rankingu singlowym. W tym roku jej trenerem został Adam Altschuler. 
Sezon 2011 rozpoczęła od finału w Hobart, w którym uległa reprezentantce gospodarzy, Jarmili Gajdašovej, 4:6, 3:6. Australian Open nie był już tak dobry dla Amerykanki, gdyż przegrała w 1. rundzie z niżej od niej notowaną Holenderką Arantxą Rus 1:6, 6:3, 5:7. Później doszła do półfinału turnieju halowego w Paryżu, gdzie przegrała Czeszką Petrą Kvitovą 2:6, 0:6. W Madrycie doszła do ćwierćfinału pokonując po drodze Serbkę Anę Ivanović, Vanię King i wówczas czwartą w rankingu Włoszkę Francescę Schiavone. W ćwierćfinale uległa Chince Li Na 4:6, 6:3, 4:6. Na kortach Rolanda Garrosa doszła do 3. rundy, w której to przegrała z Jeleną Janković 2:6, 2:6. W Wimbledonie uległa w 1. rundzie znacznie niżej notowanej Japonce Misaki Doi 4:6, 7:5, 5:7. W turnieju nowojorskim odpadła już w pierwszej rundzie po porażce ze Słowenką Poloną Hercog 1:6 3:6. Po US Open Amerykanka leczyła kontuzję barku i nie wystąpiła do końca roku w żadnym turnieju. Rok zakończyła na 55. pozycji w rankingu.
Sezon 2012 rozpoczęła od turnieju w Hobart i od zwycięstwa nad Australijką Ashleigh Barty 6:2, 6:2. W kolejnej rundzie uległa jednak Rumunce Soranie Cîrstei 6:2, 3:6, 5:7. Brała udział w wielkoszlemowym Australian Open, ale została wyeliminowana w 1. rundzie przez Polkę Agnieszkę Radwańską 7:6(10), 4:6, 2:6. W grze mieszanej, w parze z Horią Tecău odniosła zwycięstwo, pokonując w finale Jelenę Wiesninę i Leandera Paesa 6:3, 5:7, 10–3. Razem z Sanią Mirzą zwyciężyła w turnieju Premier Series w Brukseli.
Sezon 2013 zaczęła od triumfu w zawodach deblowych w Brisbane, gdzie razem z Sanią Mirzą pokonały 4:6, 6:4, 10–7 parę Anna-Lena Grönefeld-Květa Peschke. W lutym, ponownie z Mirzą, zwyciężyła w turnieju rangi WTA Premier w Dubaju. Tym razem debel pokonał w finale parę Nadieżda Pietrowa–Katarina Srebotnik wynikiem 6:4, 2:6, 10–7. W marcu awansowała do finału gry pojedynczej w Kuala Lumpur. Uległa w nim Karolínie Plíškovej 6:1, 5:7, 3:6. W kwietniu razem z Mirzą osiągnęły finał w Stuttgarcie, przegrywając w nim z parą Mona Barthel–Sabine Lisicki 4:6, 5:7.
W sezonie 2015 Amerykanka w parze z Sanią Mirzą triumfowały w zawodach w Sydney, pokonując w finale 6:3, 6:3 Raquel Kops-Jones i Abigail Spears. Dwa tygodnie później Mattek-Sands została mistrzynią Australian Open w konkurencji gry podwójnej. Razem z Lucie Šafářovą pokonały wynikiem 6:4, 7:6(5) Chan Yung-jan oraz Zheng Jie. Para wygrała również zawody w Stuttgacie, pokonując w finale Caroline Garcię i Katarinę Srebotnik 6:4, 6:3. Razem z Mikiem Bryanem triumfowali na French Open w rozgrywkach mikstowych, pokonując w meczu mistrzowskim Lucie Hradecką i Marcina Matkowskiego. Trzy dni później razem z Šafářovą triumfowała także w konkurencji gry podwójnej, w finale wygrywając z Casey Dellacquą i Jarosławą Szwiedową 3:6, 6:4, 6:2. Razem z Samem Querreyem uczestniczyli w finale gry mieszanej podczas US Open, jednakże ulegli szwajcarsko-hinduskiej parze Martina Hingis–Leander Paes. W drugiej połowie marca 2016 roku Mattek-Sands w parze z rodaczką Coco Vandeweghe wygrały rozgrywki rangi Mandatory w Indian Wells.

## Historia występów wielkoszlemowych
Legenda
     W, wygrany turniej
     F, przegrana w finale
     SF, przegrana w półfinale
     QF, przegrana w ćwierćfinale
     xR, przegrana w x rundzie
     Qx, przegrana w x rundzie kwalifikacji
     A, brak startu
     NH, turniej nie odbył się

### Występy w grze pojedynczej
| Turniej                | 2001 | 2002 | 2003 | 2004 | 2005 | 2006 | 2007 | 2008 | 2009 | 2010 | 2011 | 2012 | 2013 | 2014 | 2015 | 2016 | 2017 | 2018 | 2019 | 2020 | 2021 | 2022 | 2023 | 2024 | Tytuły | Z–P     |  |
| ---------------------- | ---- | ---- | ---- | ---- | ---- | ---- | ---- | ---- | ---- | ---- | ---- | ---- | ---- | ---- | ---- | ---- | ---- | ---- | ---- | ---- | ---- | ---- | ---- | ---- | ------ | ------- |  |
| Australian Open        | A    | A    | A    | A    | A    | A    | A    | A    | A    | A    | 1R   | 1R   | Q1   | 1R   | 3R   | 1R   | Q3   | A    | 1R   | A    | A    | A    | A    | A    | 0 / 6  | 2 – 6   |  |
| French Open            | A    | A    | A    | A    | A    | 1R   | A    | 2R   | 1R   | 2R   | 3R   | 2R   | 4R   | A    | 1R   | 1R   | 3R   | 2R   | A    | A    | A    | A    | A    | A    | 0 / 11 | 11 – 11 |  |
| Wimbledon              | A    | A    | A    | A    | A    | 1R   | 2R   | 4R   | 1R   | 1R   | 1R   | A    | 1R   | A    | 3R   | 1R   | 2R   | A    | A    | NH   | A    | A    | A    | A    | 0 / 10 | 7 – 10  |  |
| US Open                | 1R   | 1R   | 1R   | 1R   | 1R   | 1R   | 2R   | 2R   | 2R   | 2R   | 1R   | 1R   | 2R   | A    | 3R   | 1R   | A    | Q1   | Q1   | A    | A    | A    | A    | A    | 0 / 15 | 7 – 15  |  |
|                        |      |      |      |      |      |      |      |      |      |      |      |      |      |      |      |      |      |      |      |      |      |      |      |      |        |         |  |
| Ranking na koniec roku | 338  | 270  | 135  | 166  | 171  | 104  | 112  | 39   | 152  | 59   | 55   | 173  | 47   | 175  | 61   | 175  | 121  | 370  | 398  | 337  | 367  | –    | 1174 | –    | 0 / 42 | 27 – 42 |  |

### Występy w grze podwójnej
| Turniej                | 2001 | 2002 | 2003 | 2004 | 2005 | 2006 | 2007 | 2008 | 2009 | 2010 | 2011 | 2012 | 2013 | 2014 | 2015 | 2016 | 2017 | 2018 | 2019 | 2020 | 2021 | 2022 | 2023 | 2024 | 2025 | Tytuły | Z–P      |
| ---------------------- | ---- | ---- | ---- | ---- | ---- | ---- | ---- | ---- | ---- | ---- | ---- | ---- | ---- | ---- | ---- | ---- | ---- | ---- | ---- | ---- | ---- | ---- | ---- | ---- | ---- | ------ | -------- |
| Australian Open        | A    | A    | A    | 2R   | A    | A    | 2R   | 3R   | A    | QF   | QF   | 3R   | 1R   | A    | W    | 2R   | W    | A    | 1R   | 3R   | 2R   | A    | 1R   | 1R   | 1R   | 2 / 16 | 27 – 14  |
| French Open            | A    | A    | A    | 3R   | A    | 1R   | 1R   | 2R   | QF   | 3R   | 2R   | 1R   | 3R   | A    | W    | 1R   | W    | 2R   | A    | QF   | F    | A    | 1R   | 2R   |      | 2 / 17 | 33 – 15  |
| Wimbledon              | A    | A    | A    | 2R   | A    | 2R   | 2R   | QF   | 3R   | SF   | 2R   | 3R   | A    | A    | QF   | 1R   | 2R   | QF   | QF   | NH   | 2R   | A    | A    | 3R   |      | 0 / 15 | 27 – 14  |
| US Open                | 1R   | 1R   | 2R   | 1R   | 1R   | 3R   | QF   | A    | QF   | QF   | 3R   | 3R   | A    | A    | A    | W    | A    | 2R   | 1R   | 1R   | 3R   | A    | 2R   | 3R   |      | 1 / 18 | 28 – 17  |
|                        |      |      |      |      |      |      |      |      |      |      |      |      |      |      |      |      |      |      |      |      |      |      |      |      |      |        |          |
| Ranking na koniec roku | 524  | 533  | 106  | 106  | 120  | 47   | 36   | 26   | 17   | 17   | 17   | 35   | 36   | 268  | 3    | 5    | 8    | 65   | 24   | 20   | 15   | –    | 51   | 20   |      | 5 / 66 | 115 – 60 |

### Występy w grze mieszanej
| Australian Open | A | A | A | A | A | A  | A | 1R | A  | 2R | SF | W  | 1R | A | A  | QF | QF | A  | QF | F  | 2R | A | 2R | 1R | 1R | 1 / 13 | 21 – 11 |  |  |  |  |
| French Open     | A | A | A | A | A | A  | A | 2R | 1R | 1R | A  | 2R | A  | A | W  | A  | 1R | A  | A  | NH | 1R | A | 2R | 1R |    | 1 / 9  | 8 – 8   |  |  |  |  |
| Wimbledon       | A | A | A | A | A | 2R | A | 1R | 3R | 3R | A  | 1R | A  | A | SF | A  | A  | 2R | 2R | NH | 3R | A | A  | 1R |    | 0 / 10 | 9 – 8   |  |  |  |  |
| US Open         | A | A | A | A | A | A  | A | A  | QF | SF | A  | 1R | A  | A | F  | A  | A  | W  | W  | NH | 1R | A | 2R | A  |    | 2 / 8  | 20 – 6  |  |  |  |  |
|                 |   |   |   |   |   |    |   |    |    |    |    |    |    |   |    |    |    |    |    |    |    |   |    |    |    |        |         |  |  |  |  |
|                 |   |   |   |   |   |    |   |    |    |    |    |    |    |   |    |    |    |    |    |    |    |   |    |    |    | 4 / 40 | 58 – 33 |  |  |  |  |

## Finały turniejów WTA
| Legenda                     | Legenda |
| --------------------------- | ------- |
| Wielki Szlem                |         |
| Igrzyska olimpijskie        |         |
| WTA Tour Championships      |         |
| 1988 – 2008                 |         |
| Kategoria I                 |         |
| Kategoria II                |         |
| Kategoria III               |         |
| Kategoria IV                |         |
| Kategoria V                 |         |
| 2009 – 2020                 |         |
| WTA Premier Mandatory       |         |
| WTA Premier 5               |         |
| WTA Premier                 |         |
| WTA International Series    |         |
| WTA 125K series (2012–2020) |         |
| od 2021                     |         |
| WTA 1000 (obowiązkowe)      |         |
| WTA 1000 (nieobowiązkowe)   |         |
| WTA 500                     |         |
| WTA 250                     |         |
| WTA 125                     |         |

### Gra pojedyncza 4 (0–4)
| Końcowy wynik | Nr | Data             | Turniej      | Nawierzchnia    | Przeciwniczka     | Wynik finału     |
| ------------- | -- | ---------------- | ------------ | --------------- | ----------------- | ---------------- |
| Finalistka    | 1. | 2 listopada 2008 | Québec       | Dywanowa (hala) | Nadieżda Pietrowa | 6:4, 4:6, 1:6    |
| Finalistka    | 2. | 19 września 2010 | Québec       | Twarda (hala)   | Tamira Paszek     | 6:7(6), 6:2, 5:7 |
| Finalistka    | 3. | 15 stycznia 2011 | Hobart       | Twarda          | Jarmila Groth     | 4:6, 3:6         |
| Finalistka    | 4. | 3 marca 2013     | Kuala Lumpur | Twarda          | Karolína Plíšková | 6:1, 5:7, 3:6    |

### Gra podwójna 49 (30–19)
| Końcowy wynik | Nr  | Data                 | Turniej         | Nawierzchnia    | Partnerka                  | Przeciwniczki                         | Wynik finału      |
| ------------- | --- | -------------------- | --------------- | --------------- | -------------------------- | ------------------------------------- | ----------------- |
| Zwyciężczyni  | 1.  | 15 sierpnia 2004     | Vancouver       | Twarda          | Abigail Spears             | Els Callens Anna-Lena Grönefeld       | 6:3, 6:3          |
| Finalistka    | 1.  | 14 sierpnia 2005     | Carson          | Twarda          | Angela Haynes              | Jelena Diemientjewa Flavia Pennetta   | 2:6, 4:6          |
| Finalistka    | 2.  | 14 maja 2006         | Praga           | Ceglana         | Ashley Harkleroad          | Marion Bartoli Szachar Pe’er          | 4:6, 4:6          |
| Finalistka    | 3.  | 21 maja 2006         | Rabat           | Ceglana         | Ashley Harkleroad          | Zheng Jie Yan Zi                      | 1:6, 3:6          |
| Zwyciężczyni  | 2.  | 22 lipca 2007        | Cincinnati      | Twarda          | Sania Mirza                | Alina Żydkowa Tacciana Puczak         | 7:6(4), 7:5       |
| Zwyciężczyni  | 3.  | 23 lutego 2008       | Bogota          | Ceglana         | Iveta Benešová             | Jelena Kostanić Tošić Martina Müller  | 6:3, 6:3          |
| Zwyciężczyni  | 4.  | 13 kwietnia 2008     | Amelia Island   | Ceglana         | Vladimíra Uhlířová         | Wiktoryja Azaranka Jelena Wiesnina    | 6:3, 6:1          |
| Zwyciężczyni  | 5.  | 19 kwietnia 2009     | Charleston      | Ceglana         | Nadieżda Pietrowa          | Līga Dekmeijere Patty Schnyder        | 6:7(5), 6:2, 11–9 |
| Zwyciężczyni  | 6.  | 3 maja 2009          | Stuttgart       | Ceglana (hala)  | Nadieżda Pietrowa          | Gisela Dulko Flavia Pennetta          | 5:7, 6:3, 10–7    |
| Zwyciężczyni  | 7.  | 23 maja 2009         | Warszawa        | Ceglana         | Raquel Kops-Jones          | Yan Zi Zheng Jie                      | 6:1, 6:1          |
| Finalistka    | 4.  | 20 lutego 2010       | Memphis         | Twarda (hala)   | Meghann Shaughnessy        | Vania King Michaëlla Krajicek         | 5:7, 2:6          |
| Zwyciężczyni  | 8.  | 11 kwietnia 2010     | Ponte Beach     | Ceglana         | Yan Zi                     | Chuang Chia-jung Peng Shuai           | 4:6, 6:4, 10–8    |
| Finalistka    | 5.  | 13 czerwca 2010      | Birmingham      | Trawiasta       | Liezel Huber               | Cara Black Lisa Raymond               | 3:6, 2:3 krecz    |
| Finalistka    | 6.  | 28 sierpnia 2010     | New Haven       | Twarda          | Meghann Shaughnessy        | Květa Peschke Katarina Srebotnik      | 5:7, 0:6          |
| Finalistka    | 7.  | 19 września 2010     | Québec          | Dywanowa (hala) | Barbora Záhlavová-Strýcová | Sofia Arvidsson Johanna Larsson       | 1:6, 6:2, 6–10    |
| Zwyciężczyni  | 9.  | 13 lutego 2011       | Paryż           | Twarda (hala)   | Meghann Shaughnessy        | Wiera Duszewina Jekatierina Makarowa  | 6:4, 6:2          |
| Finalistka    | 8.  | 19 marca 2011        | Indian Wells    | Twarda          | Meghann Shaughnessy        | Sania Mirza Jelena Wiesnina           | 0:6, 5:7          |
| Finalistka    | 9.  | 10 kwietnia 2011     | Charleston      | Ceglana         | Meghann Shaughnessy        | Sania Mirza Jelena Wiesnina           | 4:6, 4:6          |
| Zwyciężczyni  | 10. | 26 maja 2012         | Bruksela        | Ceglana         | Sania Mirza                | Alicja Rosolska Zheng Jie             | 6:3, 6:2          |
| Zwyciężczyni  | 11. | 5 stycznia 2013      | Brisbane        | Twarda          | Sania Mirza                | Anna-Lena Grönefeld Květa Peschke     | 4:6, 6:4, 10–7    |
| Zwyciężczyni  | 12. | 23 lutego 2013       | Dubaj           | Twarda          | Sania Mirza                | Nadieżda Pietrowa Katarina Srebotnik  | 6:4, 2:6, 10–7    |
| Finalistka    | 10. | 28 kwietnia 2013     | Stuttgart       | Ceglana (hala)  | Sania Mirza                | Mona Barthel Sabine Lisicki           | 4:6, 5:7          |
| Zwyciężczyni  | 13. | 16 stycznia 2015     | Sydney          | Twarda          | Sania Mirza                | Raquel Kops-Jones Abigail Spears      | 6:3, 6:3          |
| Zwyciężczyni  | 14. | 30 stycznia 2015     | Australian Open | Twarda          | Lucie Šafářová             | Chan Yung-jan Zheng Jie               | 6:4, 7:6(5)       |
| Zwyciężczyni  | 15. | 26 kwietnia 2015     | Stuttgart       | Ceglana (hala)  | Lucie Šafářová             | Caroline Garcia Katarina Srebotnik    | 6:4, 6:3          |
| Zwyciężczyni  | 16. | 7 czerwca 2015       | French Open     | Ceglana         | Lucie Šafářová             | Casey Dellacqua Jarosława Szwiedowa   | 3:6, 6:4, 6:2     |
| Zwyciężczyni  | 17. | 16 sierpnia 2015     | Toronto         | Twarda          | Lucie Šafářová             | Caroline Garcia Katarina Srebotnik    | 6:1, 6:2          |
| Zwyciężczyni  | 18. | 20 marca 2016        | Indian Wells    | Twarda          | Coco Vandeweghe            | Julia Görges Karolína Plíšková        | 4:6, 6:4, 10–6    |
| Zwyciężczyni  | 19. | 3 kwietnia 2016      | Miami           | Twarda          | Lucie Šafářová             | Tímea Babos Jarosława Szwiedowa       | 6:3, 6:4          |
| Finalistka    | 11. | 10 kwietnia 2016     | Charleston      | Ceglana         | Lucie Šafářová             | Caroline Garcia Kristina Mladenovic   | 2:6, 5:7          |
| Zwyciężczyni  | 20. | 11 września 2016     | US Open         | Twarda          | Lucie Šafářová             | Caroline Garcia Kristina Mladenovic   | 2:6, 7:6(5), 6:4  |
| Zwyciężczyni  | 21. | 1 października 2016  | Wuhan           | Twarda          | Lucie Šafářová             | Sania Mirza Barbora Strýcová          | 6:1, 6:4          |
| Zwyciężczyni  | 22. | 9 października 2016  | Pekin           | Twarda          | Lucie Šafářová             | Caroline Garcia Kristina Mladenovic   | 6:4, 6:4          |
| Finalistka    | 12. | 30 października 2016 | Singapur        | Twarda (hala)   | Lucie Šafářová             | Jekatierina Makarowa Jelena Wiesnina  | 6:7(5), 3:6       |
| Zwyciężczyni  | 23. | 7 stycznia 2017      | Brisbane        | Twarda          | Sania Mirza                | Jekatierina Makarowa Jelena Wiesnina  | 6:2, 6:3          |
| Zwyciężczyni  | 24. | 27 stycznia 2017     | Australian Open | Twarda          | Lucie Šafářová             | Andrea Hlaváčková Peng Shuai          | 6:7(4), 6:3, 6:3  |
| Zwyciężczyni  | 25. | 9 kwietnia 2017      | Charleston      | Ceglana         | Lucie Šafářová             | Lucie Hradecká Kateřina Siniaková     | 6:1, 4:6, 10–7    |
| Zwyciężczyni  | 26. | 11 czerwca 2017      | French Open     | Ceglana         | Lucie Šafářová             | Ashleigh Barty Casey Dellacqua        | 6:2, 6:1          |
| Finalistka    | 13. | 29 czerwca 2019      | Eastbourne      | Trawiasta       | Kirsten Flipkens           | Chan Hao-ching Latisha Chan           | 6:2, 3:6, 6–10    |
| Zwyciężczyni  | 27. | 6 października 2019  | Pekin           | Ceglana         | Sofia Kenin                | Dajana Jastremśka Jeļena Ostapenko    | 6:3, 6:7(5), 10–7 |
| Finalistka    | 14. | 20 października 2019 | Moskwa          | Twarda (hala)   | Kirsten Flipkens           | Shūko Aoyama Ena Shibahara            | 2:6, 1:6          |
| Finalistka    | 15. | 25 kwietnia 2021     | Stuttgart       | Ceglana (hala)  | Desirae Krawczyk           | Ashleigh Barty Jennifer Brady         | 4:6, 7:5, 5–10    |
| Finalistka    | 16. | 13 czerwca 2021      | French Open     | Ceglana         | Iga Świątek                | Barbora Krejčíková Kateřina Siniaková | 4:6, 2:6          |
| Finalistka    | 17. | 8 stycznia 2023      | Auckland        | Twarda          | Leylah Fernandez           | Miyu Katō Aldila Sutjiadi             | 6:1, 5:7, 4–10    |
| Zwyciężczyni  | 28. | 15 października 2023 | Seul            | Twarda          | Marie Bouzková             | Luksika Kumkhum Peangtarn Plipuech    | 6:2, 6:1          |
| Finalistka    | 18. | 7 stycznia 2024      | Auckland        | Twarda          | Marie Bouzková             | Anna Danilina Viktória Hrunčáková     | 3:6, 7:6(5), 8–10 |
| Zwyciężczyni  | 29. | 11 lutego 2024       | Abu Zabi        | Twarda          | Sofia Kenin                | Linda Nosková Heather Watson          | 6:4, 7:6(4)       |
| Zwyciężczyni  | 30. | 31 marca 2024        | Miami           | Twarda          | Sofia Kenin                | Gabriela Dabrowski Erin Routliffe     | 4:6, 7:6(5), 11–9 |
| Finalistka    | 19. | 26 lipca 2024        | Praga           | Ceglana         | Lucie Šafářová             | Barbora Krejčíková Kateřina Siniaková | 3:6, 3:6          |

### Gra mieszana 8 (5–3)
| Końcowy wynik | Nr | Data             | Turniej         | Nawierzchnia | Partner      | Przeciwnicy                      | Wynik finału      |
| ------------- | -- | ---------------- | --------------- | ------------ | ------------ | -------------------------------- | ----------------- |
| Zwyciężczyni  | 1. | 29 stycznia 2012 | Australian Open | Twarda       | Horia Tecău  | Jelena Wiesnina Leander Paes     | 6:3, 5:7, 10–3    |
| Zwyciężczyni  | 2. | 4 czerwca 2015   | French Open     | Ceglana      | Mike Bryan   | Lucie Hradecká Marcin Matkowski  | 7:6(3), 6:1       |
| Finalistka    | 1. | 11 września 2015 | US Open         | Twarda       | Sam Querrey  | Martina Hingis Leander Paes      | 4:6, 6:3, 7–10    |
| Zwyciężczyni  | 3. | 14 sierpnia 2016 | Rio de Janeiro  | Twarda       | Jack Sock    | Venus Williams Rajeev Ram        | 6:7(3), 6:1, 10–7 |
| Zwyciężczyni  | 4. | 8 września 2018  | US Open         | Twarda       | Jamie Murray | Alicja Rosolska Nikola Mektić    | 2:6, 6:3, 11–9    |
| Zwyciężczyni  | 5. | 6 września 2019  | US Open         | Twarda       | Jamie Murray | Chan Hao-ching Michael Venus     | 6:2, 6:3          |
| Finalistka    | 2. | 1 lutego 2020    | Australian Open | Twarda       | Jamie Murray | Barbora Krejčíková Nikola Mektić | 7:5, 4:6, 1–10    |
| Finalistka    | 3. | 14 marca 2025    | Indian Wells    | Twarda       | Mate Pavić   | Sara Errani Andrea Vavassori     | 7:6(3), 3:6, 8–10 |

## Występy w Turnieju Mistrzyń

### W grze podwójnej
| Rok  | Rezultat              | Partnerka      | Przeciwniczki                                                                                         | Wynik                                        |
| 2015 | RR                    | Lucie Šafářová | Chan Hao-ching Chan Yung-jan Caroline Garcia Katarina Srebotnik Garbiñe Muguruza Carla Suárez Navarro | 2:6, 2:6 2:6, 0:3 krecz 6:3, 7:6(1)          |
| 2016 | Finał                 | Lucie Šafářová | Jekatierina Makarowa Jelena Wiesnina                                                                  | 6:7(5), 3:6                                  |
| 2017 | wycofanie             | Lucie Šafářová | nie wystąpiły z powodu kontuzji Mattek-Sands                                                          | nie wystąpiły z powodu kontuzji Mattek-Sands |
| 2024 | Zawodniczki rezerwowe | Sofia Kenin    | nie wystąpiły                                                                                         | nie wystąpiły                                |

## Finały turniejów ITF
| turnieje z pulą nagród 100 000 $ |
| turnieje z pulą nagród 75 000 $  |
| turnieje z pulą nagród 50 000 $  |
| turnieje z pulą nagród 25 000 $  |
| turnieje z pulą nagród 15 000 $  |
| turnieje z pulą nagród 10 000 $  |

### Gra pojedyncza 9 (5-4)
| Rezultat     | Data       | Turniej              | ($)    | Naw.    | Przeciwniczka       | Wynik         |
| Finalistka   | 09/12/2002 | Boynton Beach        | 75 000 | Ceglana | Julija Wakułenko    | 4:6, 0:6      |
| Zwyciężczyni | 27/01/2003 | Fullerton            | 50 000 | Twarda  | Seda Noorlander     | 6:4, 3:6, 6:4 |
| Finalistka   | 20/07/2003 | Oyster Bay           | 50 000 | Twarda  | Anna-Lena Grönefeld | 3:6, 0:6      |
| Zwyciężczyni | 26/07/2004 | Schenectady          | 50 000 | Twarda  | Maureen Drake       | 6:3, 6:1      |
| Zwyciężczyni | 05/11/2005 | Palm Beach Gardens   | 50 000 | Ceglana | Melinda Czink       | 4:6, 6:4, 6:4 |
| Finalistka   | 23/10/2006 | Houston              | 50 000 | Twarda  | Ágnes Szávay        | 6:2, 4:6, 1:6 |
| Zwyciężczyni | 14/05/2007 | Indian Harbour Beach | 50 000 | Ceglana | Wolha Hawarcowa     | 7:5, 1:6, 6:1 |
| Zwyciężczyni | 27/04/2008 | Dothan               | 75 000 | Ceglana | Varvara Lepchenko   | 6:2, 7:6(3)   |
| Finalistka   | 11/05/2008 | Indian Harbour Beach | 50 000 | Ceglana | Yanina Wickmayer    | 4:6, 6:7(5)   |

### Gra podwójna 8 (3-5)
| Rezultat     | Data       | Turniej         | ($)    | Naw.      | Partnerka         | Przeciwniczki                       | Wynik             |
| Zwyciężczyni | 27/01/2003 | Fullerton       | 50 000 | Twarda    | Shenay Perry      | Elizabeth Schmidt Anousjka Van Exel | 6:3, 6:2          |
| Finalistka   | 10/02/2003 | Midland         | 75 000 | Twarda    | Shenay Perry      | Teryn Ashley Abigail Spears         | 1:6, 6:4, 4:6     |
| Zwyciężczyni | 19/05/2003 | Charlottesville | 25 000 | Ceglana   | Lilia Osterloh    | Julie Ditty Christina Wheeler       | 7:5, 6:1          |
| Finalistka   | 08/06/2003 | Surbiton        | 25 000 | Trawiasta | Lilia Osterloh    | Shinobu Asagoe Nana Miyagi          | 6:7(11), 6:3, 4:6 |
| Zwyciężczyni | 07/10/2003 | Troy            | 50 000 | Twarda    | Shenay Perry      | Lindsay Lee-Waters Petra Rampre     | 6:2, 2:6, 6:4     |
| Finalistka   | 04/10/2004 | Troy            | 50 000 | Twarda    | Shenay Perry      | Teryn Ashley Laura Granville        | 6:2, 0:3 krecz    |
| Finalistka   | 24/10/2005 | Houston         | 50 000 | Twarda    | Angela Haynes     | Christina Fusano Raquel Kops-Jones  | 4:6, 3:6          |
| Finalistka   | 14/11/2005 | Pittsburgh      | 75 000 | Twarda    | Ashley Harkleroad | Teryn Ashley Carly Gullickson       | 1:6, 0:6          |

## Występy w igrzyskach olimpijskich

### Gra podwójna
| Runda                                                                                      | Partnerka          | Przeciwniczki                                               | Wynik          |
| ------------------------------------------------------------------------------------------ | ------------------ | ----------------------------------------------------------- | -------------- |
|                                                                                            |                    |                                                             |                |
| Letnie Igrzyska Olimpijskie w Rio de Janeiro 2016, reprezentując państwo Stany Zjednoczone |                    |                                                             |                |
| I runda                                                                                    | Coco Vandeweghe    | Hiszpania: Anabel Medina Garrigues / Arantxa Parra Santonja | 6:1, 6:1       |
| II runda                                                                                   | Coco Vandeweghe    | Szwajcaria: Timea Bacsinszky / Martina Hingis [5]           | 4:6, 4:6       |
|                                                                                            |                    |                                                             |                |
| Letnie Igrzyska Olimpijskie w Tokio 2020, reprezentując państwo Stany Zjednoczone          |                    |                                                             |                |
| I runda                                                                                    | Jessica Pegula [4] | Polska: Magda Linette / Alicja Rosolska                     | 6:1, 6:3       |
| II runda                                                                                   | Jessica Pegula [4] | Francja: Alizé Cornet / Fiona Ferro                         | 6:1, 6:4       |
| Ćwierćfinał                                                                                | Jessica Pegula [4] | Brazylia: Laura Pigossi / Luisa Stefani                     | 6:1, 3:6, 6–10 |

### Gra mieszana
| Runda                                                                                      | Partner   | Przeciwnicy                                    | Wynik             |
| ------------------------------------------------------------------------------------------ | --------- | ---------------------------------------------- | ----------------- |
|                                                                                            |           |                                                |                   |
| Letnie Igrzyska Olimpijskie w Rio de Janeiro 2016, reprezentując państwo Stany Zjednoczone |           |                                                |                   |
| I runda                                                                                    | Jack Sock | Wielka Brytania: Johanna Konta / Jamie Murray  | 6:4, 6:3          |
| ćwierćfinał                                                                                | Jack Sock | Brazylia: Teliana Pereira / Marcelo Melo       | 4:6, 4:6          |
| półfinał                                                                                   | Jack Sock | Czechy: Lucie Hradecká / Radek Štěpánek        | 6:4, 7:6(3)       |
| finał                                                                                      | Jack Sock | Stany Zjednoczone: Venus Williams / Rajeev Ram | 6:7(3), 6:1, 10–7 |

## Finały juniorskich turniejów wielkoszlemowych

### Gra podwójna (1)
| Końcowy wynik | Rok  | Turniej   | Nawierzchnia | Partnerka               | Przeciwniczki                  | Wynik finału |
| Finalistka    | 2001 | Wimbledon | Trawiasta    | Christina Horiatopoulos | Gisela Dulko Ashley Harkleroad | 3:6, 1:6     |